# Kama Sutra

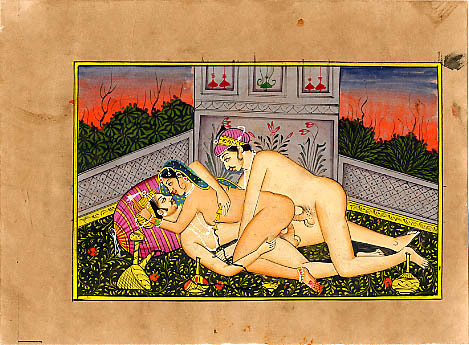
Ilustrație la Kama Sutra

Kama Sutra (în sanscrită कामसूत्र) este un vechi text indian, considerat astăzi a fi lucrarea standard despre dragoste din literatura sanscrită.
Kamasutra prezintă o filozofie a vieții în general, de la spiritual la carnal, redă concepția hindusă veche de zeci de secole, putând fi asociată cu ceea ce în zilele noastre numim “tratat de sexologie”